# Magnus Pelkowski
Magnus Pelkowski (* 13. August 1965 in Bogotá, Kolumbien) ist ein ehemaliger deutsch-kolumbianischer Basketballspieler. Pelkowski gilt als der erste Spieler mit deutscher Staatsbürgerschaft, der eine Meisterschaft in der NCAA Division I Basketball Championship in den Vereinigten Staaten erringen konnte. Nach seinem Studium spielte er noch wenige Jahre als Profi in der deutschen Basketball-Bundesliga. Er lebt mittlerweile im Westen Mecklenburgs und arbeitet als Landschaftsgestalter und freischaffender Künstler.

## Karriere
Pelkowski ging aus seinem Geburtsland zum Studium in die USA und bekam über die Kontakte seines Trainers mit dem bekannten Collegetrainer Bobby Knight ein Sportstipendium an der Indiana University. Nach einer Auftaktsaison mit 15 Einsätzen im Hoosiers genannten Basketballteam der Universität war er in der zweiten Saison nicht für den Kader der Mannschaft gemeldet. 1986 reaktivierte ihn der auf militärischen Drill Wert legende Trainer Knight für den Basketballkader und am Ende gewann die Mannschaft mit Pelkowski, der als Ergänzungsspieler wenig Spielzeit bekam, die Collegemeisterschaft 1987. Nach zwei weiteren Jahren im Kader der Hoosiers, in denen sich seine Spielanteile kaum erhöhten, beendete Pelkowski 1989 sein Studium in den Staaten.
1989 bekam er als Profi einen Vertrag im Heimatland seiner Eltern und spielte in Ulm für den SSV 1846 in der BBL. Für die Saison 1990/91 kehrte er zunächst zu den Ulmern zurück, wurde aber im ersten Saisonspiel nach einem Angriff auf einen Schiedsrichter suspendiert. Zur folgenden Saison wurde er von Trainer Terence Schofield nach Bamberg gelotst, wo er mit der Mannschaft mit dem Pokalsieg 1992 den ersten nationalen Titel für diesen Verein erringen konnte. Im Anschluss spielte er noch für die SG Braunschweig in der BBL. Eine schwere Schulterverletzung, die er sich im Zweikampf mit Olaf Blab, dem Bruder seines ehemaligen Mitspielers bei den Hoosiers Uwe Blab zuzog, ließ ihn seine Basketballerkarriere beenden.